# Zentralamerika- und Karibikspiele 2014/Leichtathletik
Bei den Zentralamerika- und Karibikspielen 2014 in Veracruz, Mexiko wurden in der Leichtathletik im Heriberto Jara Corona Stadion vom 23. bis 30. November 47 Wettbewerbe ausgetragen.

## Medaillenspiegel
| Platz  | Land                         | Gold | Silber | Bronze | Gesamt |
| ------ | ---------------------------- | ---- | ------ | ------ | ------ |
| 01     | Kuba                         | 23   | 15     | 8      | 46     |
| 02     | Mexiko                       | 10   | 8      | 9      | 27     |
| 03     | Kolumbien                    | 5    | 9      | 10     | 24     |
| 04     | Venezuela                    | 4    | 5      | 4      | 13     |
| 05     | Guatemala                    | 2    | 1      | 1      | 4      |
| 06     | Dominica                     | 1    | —      | 1      | 2      |
| 07     | Britische Jungferninseln     | 1    | —      | —      | 1      |
| 0      | Honduras                     | 1    | —      | —      | 1      |
| 0      | St. Lucia                    | 1    | —      | —      | 1      |
| 0      | Trinidad und Tobago          | 1    | —      | —      | 1      |
| 11     | Puerto Rico                  | —    | 2      | 4      | 6      |
| 12     | Amerikanische Jungferninseln | —    | 1      | 3      | 4      |
| 13     | Barbados                     | —    | 1      | 2      | 3      |
| 14     | Antigua und Barbuda          | —    | 1      | —      | 1      |
| 0      | Dominikanische Republik      | —    | 1      | —      | 1      |
| 16     | Bahamas                      | —    | —      | 1      | 1      |
| 0      | Costa Rica                   | —    | —      | 1      | 1      |
| 0      | Jamaika                      | —    | —      | 1      | 1      |
| 0      | Panama                       | —    | —      | 1      | 1      |
| Gesamt | Gesamt                       | 47   | 47     | 47     | 141    |

## Männer

### 100 m
| Platz | Athlet             | Land | Zeit (s) |
| ----- | ------------------ | ---- | -------- |
| 1     | Rolando Palacios   | HON  | 10,27    |
| 2     | Levi Cadogan       | BAR  | 10,27    |
| 3     | Yaniel Carrero     | CUB  | 10,28 PB |
| 4     | Yancarlos Martínez | DOM  | 10,29    |
| 5     | Isidro Montoya     | COL  | 10,33    |
| 6     | Yohandris Andújar  | DOM  | 10,34    |
| 7     | Yadier Luis        | CUB  | 10,35    |
| 8     | Adrian Griffith    | BAH  | 10,48    |

25. November

### 200 m
| Platz | Athlet                | Land | Zeit (s) |
| ----- | --------------------- | ---- | -------- |
| 1     | Roberto Skyers        | CUB  | 20,47    |
| 2     | Reynier Mena          | CUB  | 20,54    |
| 3     | José Carlos Herrera   | MEX  | 20,63    |
| 4     | Cruz Rolando Palacios | HON  | 20,76    |
| 5     | Kyle Greaux           | TTO  | 20,95    |
| 6     | Arturo Pamírez        | VEN  | 21,00 PB |
| 7     | Héctor Manuel Ruíz    | MEX  | 21,43    |
|       | Levi Cadogan          | BAR  | DNS      |

27. November

### 400 m
| Platz | Athlet         | Land | Zeit (s) |
| ----- | -------------- | ---- | -------- |
| 1     | Raidel Acea    | CUB  | 45,36 PB |
| 2     | Yoandys Lescay | CUB  | 45,56    |
| 3     | Alberth Bravo  | VEN  | 45,82    |
| 4     | Juander Santos | DOM  | 45,93 SB |
| 5     | Winston George | GUY  | 46,33    |
| 6     | Carlos Lemos   | COL  | 46,64    |
| 7     | Yon Soriano    | DOM  | 46,73    |
| 8     | Nery Brenes    | CRC  | 46,82    |

26. November

### 800 m
| Platz | Athlet                  | Land | Zeit (min) |
| ----- | ----------------------- | ---- | ---------- |
| 1     | Andy González           | CUB  | 1:45,73 SB |
| 2     | Rafith Rodríguez        | COL  | 1:45,74    |
| 3     | Wesley Vázquez          | PUR  | 1:46,05    |
| 4     | Jorge Liranzo           | CUB  | 1:47,22    |
| 5     | Lucirio Antonio Garrido | VEN  | 1:48,49    |
| 6     | Tayron Reyes            | DOM  | 1:49,32    |
| 7     | James Eichberger        | MEX  | 1:50,29    |
| 8     | Bryan Antonio Martínez  | MEX  | 1:51,58    |

28. November

### 1500 m
| Platz | Athlet               | Land | Zeit (min) |
| ----- | -------------------- | ---- | ---------- |
| 1     | Andy González        | CUB  | 3:45,52 SB |
| 2     | Pablo Solares        | MEX  | 3:45,62    |
| 3     | Christopher Sandoval | MEX  | 3:47,55    |
| 4     | Freddy Espinosa      | COL  | 3:48,29    |
| 5     | Marvin Blanco        | VEN  | 3:48,75    |
| 6     | Alfredo Santana      | PUR  | 3:52,78    |
| 7     | Erick Rodríguez      | NCA  | 3:53,27 PB |
| 8     | Álvaro Vásquez       | NCA  | 3:55,22    |

27. November

### 5000 m
| Platz | Athlet                | Land | Zeit (min)  |
| ----- | --------------------- | ---- | ----------- |
| 1     | Juan Luis Barrios     | MEX  | 14:15,98    |
| 2     | Iván Darío González   | COL  | 14:25,16    |
| 3     | Mario Pacay           | GUA  | 14:27,34 SB |
| 4     | Sergio Pedraza        | MEX  | 14:57,51    |
| 5     | Liván Luque           | CUB  | 15:14,10    |
| 6     | Alfredo Santana       | PUR  | 15:29,40    |
| 7     | Álvara Louis Sanabria | CRC  | 15:34,08    |
| 8     | Mark Henri Allen      | HAI  | 15:35,93    |

24. November

### 10.000 m
| Platz | Athlet                  | Land | Zeit (min) |
| ----- | ----------------------- | ---- | ---------- |
| 1     | Juan Luis Barrios       | MEX  | 29:13,63   |
| 2     | Juan Carlos Romero      | MEX  | 29:28,32   |
| 3     | Iván Darío González     | COL  | 29:41,31   |
| 4     | Eduardo Terrance Garcia | ISV  | 30:51,43   |
| 5     | Álvaro Louis Sanabria   | CRC  | 31:23,04   |
| 6     | Dimas Castro            | NCA  | 33:08,46   |
|       | Liván Luque             | CUB  | DNF        |
|       | Mario Pacay             | GUA  | DNF        |

27. November

### Marathon
| Platz | Athlet                 | Land | Zeit (h)   |
| ----- | ---------------------- | ---- | ---------- |
| 1     | Richer Pérez           | CUB  | 2:19:13 PB |
| 2     | José Amado García      | GUA  | 2:19:45    |
| 3     | Daniel de Jesús Vargas | MEX  | 2:20:27    |
| 4     | Juan Carlos Cardona    | COL  | 2:21:32    |
| 5     | Tomás Luna             | MEX  | 2:22:31 SB |
| 6     | Alfredo Arévalo        | GUA  | 2:26:34    |
| 7     | Pedro Mora             | VEN  | 2:29:48    |
|       | Luis Orta              | VEN  | DNF        |

30. November

### 110 m Hürden
| Platz | Athlet                | Land | Zeit (s) |
| ----- | --------------------- | ---- | -------- |
| 1     | Yordan Luis O’Farrill | CUB  | 13,46    |
| 2     | Jhoanis Portille      | CUB  | 13,53    |
| 3     | Greggmar Swift        | BAR  | 13,59    |
| 4     | Eddie Lovett          | ISV  | 13,79    |
| 5     | Mikel Thomas          | TTO  | 13,83    |
| 6     | Genaro Rodríguez      | MEX  | 14,04    |
| 7     | Eric Keddo            | JAM  | 14,53    |
|       | Jeffrey Julmis        | HAI  | DNF      |

28. November

### 400 m Hürden
| Platz | Athlet                    | Land | Zeit (s) |
| ----- | ------------------------- | ---- | -------- |
| 1     | Omar Cisneros             | CUB  | 49,56 SB |
| 2     | Eric Aljandro             | PUR  | 50,05    |
| 3     | Leslie Murray             | ISV  | 50,21 SB |
| 4     | Gerber Blanco             | GUA  | 50,38 SB |
| 5     | Gerald Drummond           | CRC  | 50,72    |
| 6     | Victor Solarte            | VEN  | 51,01 PB |
| 7     | Winder Cuevas             | DOM  | 51,20    |
| 8     | Lucirio Francisco Gerrido | VEN  | 51,45    |

27. November

### 3000 m Hindernis
| Platz | Athlet              | Land | Zeit (min) |
| ----- | ------------------- | ---- | ---------- |
| 1     | Marvin Blanco       | VEN  | 8:43,76    |
| 2     | José Peña           | VEN  | 8:45,04    |
| 3     | Luis Enrique Ibarra | MEX  | 8:48,42    |
| 4     | Gerald Giraldo      | COL  | 8:56,59    |
| 5     | Javier Quintana     | MEX  | 9:01,09    |
| 6     | Álvaro Abreu        | DOM  | 9:08,13    |
| 7     | Erick Rodríguez     | NCA  | 9:14,94 PB |
| 8     | Álvaro Vásquez      | NCA  | 9:18,13    |

28. November

### 4 × 100 m Staffel
| Platz | Land                    | Athleten                                                                 | Zeit (s) |
| ----- | ----------------------- | ------------------------------------------------------------------------ | -------- |
| 1     | Kuba                    | César Yadiel Ruiz Reynier Mena Yadier Luis Yaniel Carrero                | 38,94    |
| 2     | Dominikanische Republik | Gustavo Cuesta Yohandris Andújar Stanly del Carmen Yancarlos Martínez    | 39,01 SB |
| 3     | Venezuela               | Alberto Aguilar Dubeiker Cedeño Álvaro Cassiani Arturo Ramírez           | 39,22 SB |
| 4     | St. Kitts und Nevis     | Jason Rogers Brijesh Lawrence Antoine Adams Allistar Clarke              | 39,35    |
| 5     | Guyana                  | Jeremy Bascom Stephan James Winston George Adam Harris                   | 39,74    |
| 6     | Mexiko                  | Heber Gallegos Juan Carlos Alanis Héctor Manuel Ruíz José Carlos Herrera | 40,21    |

28. November

### 4 × 400 m Staffel
| Platz | Land                    | Athleten                                                       | Zeit (min) |
| ----- | ----------------------- | -------------------------------------------------------------- | ---------- |
| 1     | Kuba                    | William Collazo Raidel Acea Osmaidel Pellicier Yoandys Lescay  | 3:00,70 GR |
| 2     | Venezuela               | Alberto Aguilar Alberth Bravo José Meléndez Freddy Mezones     | 3:01,80    |
| 3     | Kolumbien               | Bernardo Baloyes Carlos Lemos Diego Palomeque Rafith Rodríguez | 3:02,52 SB |
| 4     | Dominikanische Republik | Yon Soriano Juander Santos Joel Majía Luguelín Santos          | 3:02,86    |
| 5     | Costa Rica              | Nery Brenes David Hodgson Gary Robinson Gerald Drummond        | 3:08,02 SB |
| 6     | Jamaika                 | Nassive Powell Kegan Campbell Marzel Miller Nadre Clarke       | 3:11,01    |
| 7     | Mexiko                  | Pablo Orduña José de Jesús Fraire Edgar Elias Diego Moreno     | 3:12,85    |

28. November

### 20 km Gehen
| Platz | Athlet                 | Land | Zeit (h) |
| ----- | ---------------------- | ---- | -------- |
| 1     | Horacia Nava           | MEX  | 1:25:05  |
| 2     | Éider Arévalo          | COL  | 1:26:03  |
| 3     | José Leonardo Montaña  | COL  | 1:27:30  |
| 4     | Richard Vargas         | VEN  | 1:32:13  |
| 5     | Gabriel Calvo          | CRC  | 1:32:57  |
| 6     | Anibal Paau            | GUA  | 1:50:26  |
|       | Érick Bernabé Barrondo | GUA  | DSQ      |

23. November

### 50 km Gehen
| Platz | Athlet                 | Land | Zeit (h)   |
| ----- | ---------------------- | ---- | ---------- |
| 1     | Érick Bernabé Barrondo | GUA  | 3:49:40 GR |
| 2     | Omar Zepeda            | MEX  | 3:52:45    |
| 3     | Cristián David Berdeja | MEX  | 3:53:39 SB |
| 4     | Jaime Quiyuch          | GUA  | 3:55:42    |
| 5     | Jorge Armando Ruiz     | COL  | 3:59:45    |
| 6     | Luis Ángel López       | PUR  | 4:16:00    |
| 7     | Yerenman Salazar       | VEN  | 4:31:46    |
|       | James Rendón           | COL  | DNF        |

29. November

### Hochsprung
| Platz | Athlet             | Land | Höhe (m) |
| ----- | ------------------ | ---- | -------- |
| 1     | Sergio Mestre      | CUB  | 2,26 PB  |
| 2     | Eure Yánez         | VEN  | 2,24     |
| 3     | Ryan Ingraham      | BAH  | 2,24     |
| 4     | Edgar Rivera       | MEX  | 2,21     |
| 5     | Jamal Wilson       | BAH  | 2,18     |
| 6     | Alexander Bowen    | PAN  | 2,15     |
| 7     | Raudelys Rodríguez | CUB  | 2,10     |
| 8     | Henry Edmond       | PAN  | 2,10     |

27. November

### Stabhochsprung
| Platz | Athlet                | Land | Höhe (m) |
| ----- | --------------------- | ---- | -------- |
| 1     | Lázaro Borges         | CUB  | 5,30     |
| 2     | Yankier Lara          | CUB  | 5,10     |
| 3     | Raúl Alejandro Ríos   | MEX  | 5,00     |
| 4     | Walter Viáfara        | COL  | 5,00     |
| 5     | Víctor Castillero     | MEX  | 4,90     |
| 6     | Pedro Daniel Figueroa | ESA  | 4,40     |
|       | Jorge Montes          | DOM  | NM       |
|       | Rick Valcin           | LCA  | DNF      |

28. November

### Weitsprung
| Platz | Athlet                    | Land | Weite (m) |
| ----- | ------------------------- | ---- | --------- |
| 1     | David Registe             | DMA  | 7,79      |
| 2     | Muhammad Taqi Abdul-Halim | ISV  | 7,75      |
| 3     | Yunior Díaz               | CUB  | 7,66      |
| 4     | Raymond Higgs             | BAH  | 7,63      |
| 5     | Jhamal Bowen              | PAN  | 7,55      |
| 6     | Edwin Murillo             | COL  | 7,52 SB   |
| 7     | Quincy Brell              | ARU  | 7,44      |
| 8     | Leon Hunt                 | ISV  | 7,43      |

26. November

### Dreisprung
| Platz | Athlet                    | Land | Weite (m) |
| ----- | ------------------------- | ---- | --------- |
| 1     | Ernesto Revé              | CUB  | 16,94     |
| 2     | Lázaro Martínez           | CUB  | 16,91     |
| 3     | Yordanys Durañona         | DMA  | 16,67     |
| 4     | Alberto Álvarez           | MEX  | 16,32     |
| 5     | Jhon Murillo              | COL  | 16,19     |
| 6     | Samyr Lainé               | HAI  | 16,08     |
| 7     | Hasheem Abdul-Halim       | ISV  | 15,54 SB  |
| 8     | Muhammad Taqi Abdul-Halim | ISV  | 15,45     |

28. November

### Kugelstoßen
| Platz | Athlet                 | Land | Weite (m) |
| ----- | ---------------------- | ---- | --------- |
| 1     | Mario Cota             | MEX  | 19,30 SB  |
| 2     | Stephen Sáenz          | MEX  | 19,27     |
| 3     | Raymond Brown          | JAM  | 18,30     |
| 4     | Akeem Stewart          | TTO  | 18,08 SB  |
| 5     | Jorge Yedián Fernández | CUB  | 16,11     |
| 6     | Quincy Wilson          | TTO  | 16,11     |
| 7     | Jesús Parejo           | VEN  | 16,05     |
| 8     | Delron Innis           | BAH  | 14,40     |

25. November

### Diskuswurf
| Platz | Athlet                 | Land | Weite (m) |
| ----- | ---------------------- | ---- | --------- |
| 1     | Jorge Yedián Fernández | CUB  | 63,17     |
| 2     | Mauricio Ortega        | COL  | 60,69     |
| 3     | Mario Cota             | MEX  | 58,21     |
| 4     | Quincy Wilson          | TTO  | 54,72     |
| 5     | Jesús Parejo           | VEN  | 53,87     |
| 6     | Rafael de Jesús Noh Ek | MEX  | 48,78     |
| 7     | Diori Ward             | SKN  | 43,05     |
| 8     | Delron Innis           | BAH  | 41,24     |

24. November

### Hammerwurf
| Platz | Athlet              | Land | Weite (m) |
| ----- | ------------------- | ---- | --------- |
| 1     | Roberto Janet       | CUB  | 74,11     |
| 2     | Reinier Mejías      | CUB  | 71,81     |
| 3     | Roberto Sawyers     | CRC  | 70,66     |
| 4     | Diego del Real      | MEX  | 69,84 PB  |
| 5     | Pedro Múñoz         | VEN  | 68,52 PB  |
| 6     | Alexis Figueroa     | PUR  | 64,48 PB  |
| 7     | Diego Berríos       | GUA  | 63,39     |
| 8     | José Armando Gatica | MEX  | 60,10     |

26. November

### Speerwurf
| Platz | Athlet               | Land | Weite (m) |
| ----- | -------------------- | ---- | --------- |
| 1     | Guillermo Martínez   | CUB  | 79,27 SB  |
| 2     | Juan José Méndez     | MEX  | 76,80 SB  |
| 3     | Osmany Laffita       | CUB  | 76,28 PB  |
| 4     | Jaime Dairon Márquez | COL  | 75,68     |
| 5     | Arley Ibargüen       | COL  | 75,56 SB  |
| 6     | Carlos Armenta       | MEX  | 73,26 SB  |
| 7     | Orrin Powell         | JAM  | 68,62 SB  |
| 8     | Adrian Williams      | SKN  | 66,87 PB  |

28. November

### Zehnkampf
| Platz | Athlet                 | Land | Punkte |
| ----- | ---------------------- | ---- | ------ |
| 1     | Yordanis García        | CUB  | 7854   |
| 2     | José Ángel Mendieta    | CUB  | 7517   |
| 3     | Román Garibay          | MEX  | 7243   |
| 4     | Juan Carlos de la Cruz | DOM  | 7182   |
| 5     | Óscar Campos           | VEN  | 7169   |
| 6     | Rodrigo Sagaón         | MEX  | 6401   |
| 7     | Adolphus Jones         | SKN  | 6315   |
| 8     | Josué Louis            | HAI  | 6101   |

24. und 25. November

## Frauen

### 100 m
| Platz | Athletin               | Land | Zeit (s) |
| ----- | ---------------------- | ---- | -------- |
| 1     | Andrea Purica          | VEN  | 11,29 PB |
| 2     | Nediam Vargas          | VEN  | 11,43 PB |
| 3     | LaVerne Jones          | ISV  | 11,54    |
| 4     | Eliecit Palacios       | COL  | 11,55    |
| 5     | Arialis Gandulla       | CUB  | 11,55    |
| 6     | Greter Guillén         | CUB  | 11,67    |
| 7     | Sharolyn Josephs       | CRC  | 11,78    |
| 8     | Tahesia Harrigan-Scott | IVB  | 11,93    |

25. November

### 200 m
| Platz | Athletin               | Land | Zeit (s) |
| ----- | ---------------------- | ---- | -------- |
| 1     | Nercely Soto           | VEN  | 23,14    |
| 2     | María Alejandra Idrobo | COL  | 23,52 SB |
| 3     | Allison Peter          | ISV  | 23,54    |
| 4     | Arialis Gandulla       | CUB  | 23,57    |
| 5     | Iza Daniela Flores     | MEX  | 23,92    |
| 6     | Nediam Vargas          | VEN  | 24,00    |
| 7     | Dulaimi Debora Odelin  | CUB  | 24,07    |
| 8     | Shantely Scott         | CRC  | 24,47    |

27. November

### 400 m
| Platz | Athletin          | Land | Zeit (s) |
| ----- | ----------------- | ---- | -------- |
| 1     | Lisneidy Veitía   | CUB  | 51,72 SB |
| 2     | Daisiuramis Bonne | CUB  | 52,49    |
| 3     | Jennifer Padilla  | COL  | 52,95    |
| 4     | Nercely Soto      | VEN  | 53,06 PB |
| 5     | Norma González    | COL  | 53,67 SB |
| 6     | Kineke Alexander  | VIN  | 54,21    |
| 7     | Rosa Fabián       | DOM  | 54,75    |
|       | Samantha Curtis   | JAM  | DNS      |

26. November

### 800 m
| Platz | Athletin              | Land | Zeit (min) |
| ----- | --------------------- | ---- | ---------- |
| 1     | Rose Mary Almanza     | CUB  | 2:00,79    |
| 2     | Cristina Guevara      | MEX  | 2:01,68 SB |
| 3     | Gabriela Medina       | MEX  | 2:02,36 SB |
| 4     | Zulley Melissa Torres | COL  | 2:04,58 SB |
| 5     | Sahily Diago          | CUB  | 2:05,51    |
| 6     | Ninfa Barnard         | ISV  | 2:16,28    |
| 7     | Estefani Guzmán       | DOM  | 2:25,89    |

25. November

### 1500 m
| Platz | Athletin          | Land | Zeit (min) |
| ----- | ----------------- | ---- | ---------- |
| 1     | Muriel Coneo      | COL  | 4:14,84 GR |
| 2     | Cristina Guevara  | MEX  | 4:16,51    |
| 3     | Adriana Muñoz     | CUB  | 4:20,50    |
| 4     | Arletis Thaureaux | CUB  | 4:22,60    |
| 5     | Anayelli Navarro  | MEX  | 4:48,12    |
| 6     | Linda McDowall    | VIN  | 5:03,57    |

27. November

### 5000 m
| Platz | Athletin            | Land | Zeit (min)  |
| ----- | ------------------- | ---- | ----------- |
| 1     | Brenda Flores       | MEX  | 16:02,64 GR |
| 2     | Sandra López        | MEX  | 16:13,23    |
| 3     | Yudileyvis Castillo | CUB  | 16:16,21 SB |
| 4     | Beverly Ramos       | PUR  | 16:24,42    |
| 5     | Ángela Figuiroa     | COL  | 16:38,47    |
| 6     | Rolanda Bell        | PAN  | 17:29,20    |
| 7     | Elida Hernández     | GUA  | 17:50,68 SB |

26. November

### 10.000 m
| Platz | Athletin            | Land | Zeit (min) |
| ----- | ------------------- | ---- | ---------- |
| 1     | Brenda Flores       | MEX  | 35:54,44   |
| 2     | Kathya García       | MEX  | 36:23,32   |
| 3     | Yudileyvis Castillo | CUB  | 36:29,04   |
| 4     | Tonya Nero          | TTO  | 37:58,86   |
| 5     | Elida Hernández     | GUT  | 38:26,35   |
| 6     | Xiomara Barrera     | ESA  | 39:53,07   |
| 7     | Yelka Mairena       | NCA  | 40:42,70   |

30. November

### Marathon
| Platz | Athletin            | Land | Zeit (h)   |
| ----- | ------------------- | ---- | ---------- |
| 1     | Margarita Hernández | MEX  | 2:41:16 GR |
| 2     | Dailín Belmonte     | CUB  | 2:42:01 SB |
| 3     | Zuleima Amaya       | VEN  | 2:42:27 PB |
| 4     | Karina Pérez        | MEX  | 2:44:19 SB |
| 5     | Yolymar Pineda      | VEN  | 2:45:56 PB |
| 6     | Leidy Tobon         | COL  | 2:47:03    |
| 7     | Gabriela Traña      | CRC  | 2:51:51    |
| 8     | Yelka Mairena       | NCA  | 3:07:57    |

30. November

### 100 m Hürden
| Platz | Athletin             | Land | Zeit (s) |
| ----- | -------------------- | ---- | -------- |
| 1     | Lina Marcella Flórez | COL  | 13,19    |
| 2     | Briggite Merlano     | COL  | 13,19    |
| 3     | Kierre Beckles       | BAR  | 13,47    |
| 4     | Josanne Lucas        | TTO  | 13,62    |
| 5     | Génesis Romero       | VEN  | 13,63    |
| 6     | Gabriela Santos      | MEX  | 13,68    |
| 7     | Petra McDonald       | BAH  | 14,33    |
| 8     | Rujaine Coto         | CUB  | 21,29    |

26. November

### 400 m Hürden
| Platz | Athletin             | Land | Zeit (s)    |
| ----- | -------------------- | ---- | ----------- |
| 1     | Zudikey Rodríguez    | MEX  | 56,79       |
| 2     | Magdalena Mendoza    | VEN  | 57,67       |
| 3     | Zurian Hechavarría   | CUB  | 57,74       |
| 4     | Sharolyn Scott       | CRC  | 57,75       |
| 5     | Natali Brito         | MEX  | 58,90       |
| 6     | Deiscy Yadira Moreno | COL  | 59,13       |
| 7     | Nairobis Vicet       | CUB  | 59,80       |
| 8     | Diana Taylor         | DOM  | 1:00,51 min |

26. November

### 3000 m Hindernis
| Platz | Athletin             | Land | Zeit (min)  |
| ----- | -------------------- | ---- | ----------- |
| 1     | Ángela Figueroa      | COL  | 10:05,25 SB |
| 2     | Muriel Coneo         | COL  | 10:07,94    |
| 3     | Beverly Ramos        | PUR  | 10:08,39    |
| 4     | Ana Cristina Narváez | MEX  | 10:11,22 PB |
| 5     | Sara Prieto          | MEX  | 10:39,73    |
| 6     | María Mancebo        | DOM  | 10:48,00    |
| 7     | Melinda Martínez     | PUR  | 10:56,14    |

28. November

### 4 × 100 m Staffel
| Platz | Land                    | Athletinnen                                                                   | Zeit (s) |
| ----- | ----------------------- | ----------------------------------------------------------------------------- | -------- |
| 1     | Venezuela               | Nediam Vargas Andrea Purica Nelisibeth Villalobos Nercely Soto                | 43,53 SB |
| 2     | Kolumbien               | Lina Marcela Flórez María Alejandra Idrobo Darlenis Obregón Eliecit Palacios  | 44,02 SB |
| 3     | Kuba                    | Geylis Montes Arialis Gandulla Greter Guillén Dulaimi Debora Odelin           | 44,19 SB |
| 4     | Puerto Rico             | Beatriz Cruz Celiangeli Morales Genoiska Cancel Carol Rodríguez               | 44,33    |
| 5     | Dominikanische Republik | María Luisa Rodríguez Margarita Manzueta Marlenis Mejía Fanny Chalas          | 44.68    |
| 6     | Mexiko                  | Mayra Hermosillo Gabriela Santos María del Consuelo Zamora Iza Daniela Flores | 45.36 SB |
| 7     | Costa Rica              | Sharolyn Josephs Shantely Scott Desire Bernúdez Tracy Joseph                  | 46,09 SB |

28. November

### 4 × 400 m Staffel
| Platz | Land                    | Athletinnen                                                          | Zeit (min) |
| ----- | ----------------------- | -------------------------------------------------------------------- | ---------- |
| 1     | Kuba                    | Lisneidy Veitía Gilda Casanova Yaimeisi Borlot Daisurami Bonne       | 3:29,69 SB |
| 2     | Mexiko                  | Natali Brito Gabriela Medina Mariel Espinosa Zudikey Rodríguez       | 3:33,16 SB |
| 3     | Kolumbien               | Norma González Zulley Melissa Torres Jennifer Padilla Evelis Aguilar | 3:34,14 SB |
| 4     | Venezuela               | Nercely Soto Magdalena Mendoza Emileth Pirela Maryuri Valdez         | 3:39,08 SB |
| 5     | Dominikanische Republik | Margarita Manzueta Dianar Taylor Fanny Chalas Rosa Fabián            | 3:41,57 SB |
| 6     | Costa Rica              | Sharolyn Scott Shantely Scott Tracy Joseph Desiré Bermúdez           | DSQ        |

28. November

### 20 km Gehen
| Platz | Athletin          | Land | Zeit (h)   |
| ----- | ----------------- | ---- | ---------- |
| 1     | Mirna Ortiz       | GUA  | 1:35:43 GR |
| 2     | Sandra Arenas     | COL  | 1:36:29    |
| 3     | Ingrid Hernández  | COL  | 1:37:11    |
| 4     | Mónica Equihua    | MEX  | 1:38:07    |
| 5     | Mayra Herrera     | GUA  | 1:40:51    |
| 6     | Yanelli Caballero | MEX  | 1:40:54    |
| 7     | Cristina López    | ESA  | 1:57:00    |
| 8     | Glenda Úbeda      | NCA  | DNF        |

23. November

### Hochsprung
| Platz | Athletin                 | Land | Höhe (m) |
| ----- | ------------------------ | ---- | -------- |
| 1     | Levern Spencer           | LCA  | 1,89     |
| 2     | Priscilla Frederick      | ANT  | 1,83     |
| 3     | Kashany Ríos             | PAN  | 1,80     |
| 4     | Fabiola Ayala            | MEX  | 1,80 SB  |
| 5     | Dianellis Dutil          | CUB  | 1,75     |
| 5     | Lesyanis Mayor           | CUB  | 1,75     |
| 7     | Diana Guadalupe González | MEX  | 1,75     |
| 8     | Ashleigh Nalty           | CAY  | 1,70     |

26. November

### Stabhochsprung
| Platz | Athletin           | Land | Höhe (m) |
| ----- | ------------------ | ---- | -------- |
| 1     | Yarisley Silva     | CUB  | 4,60     |
| 2     | Diamara Planell    | PUR  | 4,15     |
| 3     | Robeilys Peinado   | VEN  | 4,15     |
| 4     | Alexandra González | PUR  | 4,00     |
| 5     | Tiziana Ruiz       | MEX  | 3,90     |
| 6     | Carmelita Correa   | MEX  | 3,75     |
| 7     | Andrea Velasco     | ESA  | 3,30     |

24. November

### Weitsprung
| Platz | Athletin          | Land | Weite (m) |
| ----- | ----------------- | ---- | --------- |
| 1     | Chantel Malone    | IVB  | 6,46      |
| 2     | Irisdaymi Herrera | CUB  | 6,36      |
| 3     | Zoila Flores      | MEX  | 6,26 SB   |
| 4     | Yulimar Rojas     | VEN  | 6,24      |
| 5     | Yosiri Urrutia    | COL  | 6,13      |
| 6     | Elizabeth López   | MEX  | 5,94      |
| 7     | Vashty Thomas     | PAN  | 5,87      |
| 8     | Wanettaa Kirby    | ISV  | 5,84      |

25. November

### Dreisprung
| Platz | Athletin           | Land | Weite (m) |
| ----- | ------------------ | ---- | --------- |
| 1     | Caterine Ibargüen  | COL  | 14,57 GR  |
| 2     | Dailenis Alcántara | CUB  | 14,09     |
| 3     | Yosiri Urrutia     | COL  | 13,89     |
| 4     | Yulimar Rojas      | VEN  | 13,54     |
| 5     | Liliana Hernández  | MEX  | 13,50 PB  |
| 6     | Pascale Delaunay   | HAI  | 13,47 PB  |
| 7     | Ivonne Rangel      | MEX  | 13,33     |
| 8     | Ayanna Alexander   | TTO  | 12,94     |

27. November

### Kugelstoßen
| Platz | Athletin               | Land | Weite (m) |
| ----- | ---------------------- | ---- | --------- |
| 1     | Cleopatra Borel        | TTO  | 18,99     |
| 2     | Yaniuvis López         | CUB  | 17,88     |
| 3     | Sandra Lemos           | COL  | 17,50 SB  |
| 4     | Saily Viart            | CUB  | 17,21 PB  |
| 5     | Laura Pulido           | MEX  | 14,85     |
| 6     | Genneva Greaves        | JAM  | 14,21     |
| 7     | María Joaquina Salazar | MEX  | 13,71     |

27. November

### Diskuswurf
| Platz | Athletin         | Land | Weite (m) |
| ----- | ---------------- | ---- | --------- |
| 1     | Denia Caballero  | CUB  | 64,47 GR  |
| 2     | Yaime Pérez      | CUB  | 62,42     |
| 3     | Johana Martínez  | COL  | 56,27 SB  |
| 4     | Paulina Flores   | MEX  | 52,50 SB  |
| 5     | Aixa Middleton   | PAN  | 51,59     |
| 6     | Tara-Sue Barnett | JAM  | 50,65     |
| 7     | Irais Estrada    | MEX  | 50,57     |
| 8     | Vanessa Levy     | JAM  | 47,22     |

26. November

### Hammerwurf
| Platz | Athletin                  | Land | Weite (m) |
| ----- | ------------------------- | ---- | --------- |
| 1     | Yipsi Moreno              | CUB  | 71,35 GR  |
| 2     | Yirisleydi Ford           | CUB  | 69,62     |
| 3     | Eli Yohana Moreno         | COL  | 67,77 SB  |
| 4     | Rosa Rodríguez            | VEN  | 67,47 PB  |
| 5     | Natalie Grant             | JAM  | 54,23     |
| 6     | Judith Margarita Alvarado | MEX  | 53,83 SB  |
| 7     | Araceli Ibarra            | MEX  | 52,37 SB  |
| 8     | Vanessa Levy              | JAM  | 51,56     |

24. November

### Speerwurf
| Platz | Athletin                 | Land | Weite (m) |
| ----- | ------------------------ | ---- | --------- |
| 1     | Flor Ruíz                | COL  | 63,80 GR  |
| 2     | Abigail Gómez            | MEX  | 57,28 PB  |
| 3     | Coralys Ortiz            | PUR  | 54,53     |
| 4     | Yulennis Aguilar         | CUB  | 54,50 PB  |
| 5     | María Lucelly Murillo    | COL  | 53,06     |
| 6     | Lismania Muñoz           | CUB  | 52,91     |
| 7     | María Alejandra Figueroa | MEX  | 52,91     |
|       | Milagros Montes de Oca   | DOM  | DNS       |

27. November

### Siebenkampf
| Platz | Athletin               | Land | Punkte  |
| ----- | ---------------------- | ---- | ------- |
| 1     | Yorgelis Rodríguez     | CUB  | 5984 GR |
| 2     | Yusleidys Mendieta     | CUB  | 5819    |
| 3     | Alysbeth Félix         | PUR  | 5721 SB |
| 4     | Jessamyn Sauceda       | MEX  | 5606 SB |
| 5     | Guillercy González     | VEN  | 5468 PB |
| 6     | Milagros Montes de Oca | DOM  | 5447    |
| 7     | Chrystal Ruíz          | MEX  | 5118    |
| 8     | Shianne Smith          | BER  | 5118    |

26. und 27. November